# Vierschanzentournee 1965/66
Die 14. Vierschanzentournee 1965/66 fand vom 30. Dezember 1965 bis zum 6. Januar 1966 in den vier traditionellen Ausrichterorten  Oberstdorf, Garmisch-Partenkirchen, Innsbruck und Bischofshofen statt. Gesamtsieger wurde der Finne Veikko Kankkonen vor Dieter Neuendorf aus der DDR und dem Norweger Bjørn Wirkola. Es war der erste Höhepunkt der Skisprungsaison 1965/66.

## Entwicklung im Vorfeld
Mit 93 Startern aus 15 Ländern gab es einen neuen Teilnehmerrekord. Nach 4 Tourneen, die auf den Schanzen in Oberstdorf und Garmisch keine DDR-Springer infolge sportpolitischer Zwistigkeiten sahen, war nun erstmals wieder die gesamte Weltspitze im Skispringen auf allen vier Schanzen am Start. Es war am 8. Oktober 1965 auf der 63. IOC-Mission in Madrid, als das IOC der DDR als eigenständiges Mitglied anerkannt wurde. Somit musste auch die bundesdeutsche Regierung in der Endkonsequenz DDR-Sportler bei Wettkämpfen auf bundesdeutschem Gebiet zulassen. Allerdings konnte man sich nicht dazu durchringen, die Athleten als Springer aus der DDR vorzustellen. Somit einigte man sich darauf, stattdessen die Heimvereine der DDR-Sportler anzugeben. Nach den Olympischen Winterspielen 1964 und der Vorjahrestournee war mit Olympiasieger von Innsbruck, dem Finnen Veikko Kankkonen, nur ein Tourneefavorit übrig geblieben. Die Norweger Toralf Engan und Torgeir Brandtzæg, aber auch der dreifache Tourneegewinner Helmut Recknagel waren vom Leistungssport zurückgetreten. Weiterhin war mit dem Vorjahreszweiten, dem Norweger Bjørn Wirkola, und den aufstrebenden tschechoslowakischen Springern zu rechnen. Die nun erstmals wieder voll antretenden DDR-Springer um den Holmenkollensieger von 1965, Dieter Neuendorf, waren die große Unbekannte.

## Nominierte Athleten
| Nation             | Athleten |
| ------------------ | --- |
| BR Deutschland     | Max Bolkart, Georg Thoma, Wolfgang Happle, Henrik Ohlmeyer, Heini Ihle, Franz Keller, Helmut Wegscheider, Günther Göllner, Helmut Kurz, Wolfgang Schüller, Helmut Reicherts, Alfred Winkler, Udo Pfeffer, Oswald Schinze, Hias Winkler, Karl-Heinz Munk |
| DDR                | Dieter Neuendorf, Dieter Bokeloh, Bernd Karwofsky, Horst Queck, Peter Lesser, Dieter Müller |
| Österreich         | Willi Egger, Peter Müller, Herbert Schiffner, Max Golser, Sepp Lichtenegger, Willy Schuster, Baldur Preiml, Reinhold Bachler, Waldemar Heigenhauser, Fritz Gamweger, Helmut Voggenberger, Walter Bründlinger, Johann Grander                            |
| Finnland           | Veikko Kankkonen, Paavo Lukkariniemi, Risto Tarkkila, Niilo Halonen, Seppo Hannula, Topi Mattila, Harri Jussilainen |
| Frankreich         | Alain Macle, Gilbert Poirot, Jean-Marie Poirot |
| Jugoslawien        | Ludvik Zajc, Marjan Pečar, Marjan Koprivšek, Janez Jurman, Peter Eržen, Otto Giacomelli, Miro Oman |
| Italien            | Giacomo Aimoni, Mario Cecon, Nilo Zandanel |
| Norwegen           | Hans Olav Sørensen, Bjørn Wirkola, Erling Stranden, Lars Grini |
| Polen              | Józef Przybyła, Piotr Wala, Antoni Łaciak, Andrzej Sztolf, Józef Kocyan, Józef Kochel |
| Schweden           | Kurt Elimä, Ulf Norberg, Mats Östman, Kjell Sjöberg, Sven Magnusson, Rolf Strandberg |
| Schweiz            | Heribert Schmid, Sepp Zehnder, Richard Pfiffner, Alois Kälin, Urs Schöni, José Wirth |
| Sowjetunion        | Juri Subarew, Alexander Iwannikow, Koba Zakadse, Michail Weretennikow |
| Tschechoslowakei   | Dalibor Motejlek, Josef Matouš, Jiří Raška, Rudolf Höhnl |
| Ungarn             | László Gellér, László Csávás, Mihály Gellér |
| Vereinigte Staaten | John Balfanz, Randy Garreton, Dave Hicks, Dave Norby |

## Oberstdorf
- Datum: 30. Dezember 1965[1]
- Land:  BR Deutschland
- Schanze: Schattenbergschanze
- Zuschauer: 6.000

Bei sehr widrigen Witterungsbedingungen, die von Nebel auf Schneefall und schlussendlich zu Regen wechselten, vereiste mit zunehmender Kälte die Anlaufspur. Dadurch kam es am Ende zu mehr Stürzen als zu gestandenen Sprüngen. Prominente Sturzopfer waren zum Beispiel der Mitfavorit Lars Grini oder der nach dem ersten Durchgang noch auf Platz zwei liegende sowjetische Springer Juri Subarew. Dennoch wurde das Springen am Schluss noch einmal hochspannend. Der nach dem  ersten Durchgang Fünftplatzierte DDR-Springer Dieter Neuendorf schob sich durch die Tagesbestweite von 75 m und sehr gute Haltungsnoten noch auf Rang zwei vor. Am Ende trennten ihn vom Sieger Veikko Kankkonen noch ganze 0,9 Punkte. Im Schatten dieses spannenden Finales machten die tschechoslowakischen Springer erneut auf sich aufmerksam. Nach einem 3. Platz von Dalibor Motejlek in der Gesamtwertung der Vorjahrestournee konnte die tschechoslowakische Mannschaft diesmal beim Auftaktspringen drei Athleten unter die ersten Zehn bringen.
| Pos. | Springer            | Land               | Punkte |
| ---- | ------------------- | ------------------ | ------ |
| 01.  | Veikko Kankkonen    | Finnland           | 213,8  |
| 02.  | Dieter Neuendorf    | DDR                | 212,9  |
| 03.  | Paavo Lukkariniemi  | Finnland           | 205,1  |
| 04.  | Bjørn Wirkola       | Norwegen           | 203,0  |
| 05.  | John Balfanz        | Vereinigte Staaten | 201,5  |
| 06.  | Alexander Iwannikow | Sowjetunion        | 200,4  |
| 07.  | Dalibor Motejlek    | Tschechoslowakei   | 200,0  |
| 08.  | Josef Matouš        | Tschechoslowakei   | 198,4  |
| 09.  | Piotr Wala          | Polen              | 197,7  |
| 10.  | Jiří Raška          | Tschechoslowakei   | 194,5  |
| 10.  | Günther Göllner     | BR Deutschland     | 194,5  |

## Garmisch-Partenkirchen
- Datum: 1. Januar 1966[2]
- Land:  BR Deutschland
- Schanze: Große Olympiaschanze
- Zuschauer:30.000

Vor großer Kulisse war das Springen auf der Olympiaschanze fest in finnischer Hand. Allein 4 Springer aus dem skandinavischen Land platzierten sich unter den besten Zehn. Der Sieger Paavo Lukkariniemi schob sich durch seinen Sieg auf Rang zwei in der Gesamtwertung, während Dieter Neuendorf durch Platz sechs in der Tageswertung auf Rang drei abrutschte. Dennoch trennten ihn nur knapp fünf Punkte vom Gesamtführenden Kankkonen. Beide deutsche Mannschaften zeigten sich in Garmisch stark verbessert, insgesamt kamen auch vier deutsche Springer unter die besten Zehn. Durch ihre guten Tagesergebnisse rückten Göllner, Ohlmeyer und Karwofsky auch in der Gesamtwertung unter die besten zehn Springer. Durch Stürze in Oberstdorf traten unter anderem der Norweger Grini und der Österreicher Preiml in Garmisch nicht an. Der sowjetische Springer Subarew musste nach einem Sturz im ersten Durchgang aufgeben.
| Zwischenstand nach 2 Springen | Zwischenstand nach 2 Springen | Zwischenstand nach 2 Springen |
| Pos.                          | Springer                      | Punkte                        |
| ----------------------------- | ----------------------------- | ----------------------------- |
| 01.                           | Kankkonen                     | 423,9                         |
| 02.                           | Lukkariniemi                  | 420,4                         |
| 03.                           | Neuendorf                     | 419,1                         |

| Pos. | Springer           | Land             | Punkte |
| ---- | ------------------ | ---------------- | ------ |
| 01.  | Paavo Lukkariniemi | Finnland         | 215,3  |
| 02.  | Bjørn Wirkola      | Norwegen         | 212,6  |
| 03.  | Veikko Kankkonen   | Finnland         | 210,1  |
| 04.  | Niilo Halonen      | Finnland         | 207,1  |
| 05.  | Günther Göllner    | BR Deutschland   | 206,8  |
| 06.  | Dieter Neuendorf   | DDR              | 206,2  |
| 07.  | Henrik Ohlmeyer    | BR Deutschland   | 205,1  |
| 08.  | Josef Matouš       | Tschechoslowakei | 204,4  |
| 09.  | Harri Jussilainen  | Finnland         | 203,7  |
| 10.  | Bernd Karwofsky    | DDR              | 203,6  |

## Innsbruck
- Datum: 2. Januar 1966[4]
- Land:  Österreich
- Schanze: Bergiselschanze
- Zuschauer:12.000

Mit dem ersten Tagessieg eines DDR-Springers seit Helmut Recknagel wurden die karten in der Gesamtwertung neu gemischt. Da Kankkonen durch Verwachsen nach dem ersten Durchgang auf einem indiskutablen 17. Platz landete, konnte Neuendorf trotz enormer Aufholjagd des Finnen im zweiten Durchgang das Springen mit den zwei weitesten Sprüngen des Tages souverän mit erheblichem Abstand gewinnen. Kankkonen konnte sich jedoch auch wegen seines hervorragenden Sprungstils noch knapp vor Günther Göllner auf Platz zwei schieben. Nach dem dritten Springen hatte Neuendorf nun einen scheinbar beruhigenden Vorsprung von über 11 Punkten auf Kankkonen. Es sah viel danach aus, das nach Recknagel nun der nächste DDR-Athlet die Tour gewinnen könnte.
| Zwischenstand nach 3 Springen | Zwischenstand nach 3 Springen | Zwischenstand nach 3 Springen |
| Pos.                          | Springer                      | Punkte                        |
| ----------------------------- | ----------------------------- | ----------------------------- |
| 01.                           | Neuendorf                     | 645,2                         |
| 02.                           | Kankkonen                     | 633,8                         |
| 03.                           | Lukkariniemi                  | 628,7                         |

| Pos. | Springer             | Land               | Punkte |
| ---- | -------------------- | ------------------ | ------ |
| 01.  | Dieter Neuendorf     | DDR                | 226,1  |
| 02.  | Veikko Kankkonen     | Finnland           | 209,9  |
| 03.  | Günther Göllner      | BR Deutschland     | 209,0  |
| 04.  | Josef Matouš         | Tschechoslowakei   | 208,6  |
| 05.  | Paavo Lukkariniemi   | Finnland           | 208,3  |
| 06.  | Michail Weretennikow | Sowjetunion        | 204,9  |
| 07.  | Peter Lesser         | DDR                | 203,7  |
| 08.  | Topi Mattila         | Finnland           | 203,2  |
| 09.  | Dave Hicks           | Vereinigte Staaten | 202,1  |
| 10.  | Heini Ihle           | BR Deutschland     | 201,9  |

## Bischofshofen
- Datum: 6. Januar 1966[6]
- Land:  Österreich
- Schanze: Paul-Außerleitner-Schanze

Nach einem Sturz des Tschechoslowaken Moteiljek im Probedurchgang wurde der Anlauf bereits vor Wettbewerbsbeginn um 3 Meter verkürzt. Trotzdem kamen auch schlechter platzierte Springer wieder auf Sprünge von über 100 Metern, die sie teilweise nicht standen. Daher entschloss sich Dieter Neuendorfs Trainer Hans Renner, seinen Schützling noch zwei Meter weiter unten starten zu lassen, so dass sich die Anlaufgeschwindigkeit verringerte, um den Sprung sicher zu stehen. Dieses Sicherheitsdenken mündete in einem Sprung von 97 Metern, die mit 109,7 Punkten benotet wurden. Rivale Kankkonen ging ob dieses eher verhaltenen Sprunges auf volles Risiko und wurde belohnt. Er sprang 100,5 Meter weit und landete stilistisch sauber, so dass er am Ende mit 116,6 Punkten benotet wurde. Dadurch war Neuendorfs Vorsprung nach dem ersten Durchgang auf 4,5 Punkte zusammengeschmolzen. nach dem ersten Durchgang wurde der Anlauf von der Jury nochmals um vier Meter verkürzt. Neuendorf sprang nun 98 Meter während Kankkonen wiederum bei 100,5 Metern landete. Hinzu kamen dreimal 19 Punkte in den Haltungsnoten, die beste Haltungsnote während der gesamten Tournee. Somit gewann Kankkonen das Springen mit über 14 Punkten Vorsprung vor Neuendorf, der auch noch von Wirkola überholt wurde. Für ein Achtungszeichen sorgte der Schwede Elimä, der den vierten Platz belegte.
| Pos. | Springer           | Land             | Punkte |
| ---- | ------------------ | ---------------- | ------ |
| 01.  | Veikko Kankkonen   | Finnland         | 235,7  |
| 02.  | Bjørn Wirkola      | Norwegen         | 227,2  |
| 03.  | Dieter Neuendorf   | DDR              | 221,3  |
| 04.  | Kurt Elimä         | Schweden         | 219,9  |
| 05.  | Jiří Raška         | Tschechoslowakei | 217,8  |
| 06.  | Peter Eržen        | Jugoslawien      | 215,3  |
| 07.  | Hans Olav Sørensen | Norwegen         | 214,9  |
| 07.  | Seppo Hannula      | Finnland         | 214,9  |
| 09.  | Henrik Ohlmeyer    | BR Deutschland   | 213,7  |
| 10.  | Erling Stranden    | Norwegen         | 212,2  |

## Gesamtstand
Die Tournee lebte vom Zweikampf Kankkonen-Neuendorf, den der Finne in einem dramatischen Finale von Bischofshofen für sich entscheiden konnte und somit die 14. Tournee gewann. Es war sein zweiter Gesamtsieg nach 1963/64. Mit Dieter Neuendorf hatte die DDR-Mannschaft einen Titelkandidaten in ihren Reihen, dessen Trainer sich aber in Bischofshofen verzockte. Mit Platz drei in der Gesamtwertung deutete der Norweger Bjørn Wirkola bereits seine Klasse an, die ihn später zu drei Tourneesiegen führen sollte. Die tschechoslowakischen Springer stellten zwar noch keinen Siegspringer, brachten aber 3 Springer unter die besten Zehn. Mit Platz fünf erreichte der bundesdeutsche Springer Hendrik Ohlmeyer sein bestes Tourergebnis. Enttäuschend war das Abschneiden der Springer aus Österreich, die mit der Entscheidung nichts zu tun hatten. Sepp Lichtenegger belegte als bester Springer Rang 18.
| Rang | Name               | Nation           | Gesamt- wertung | Oberst- dorf | Garmisch- Partenk. | Inns- bruck- | Bischofs- hofen |
| ---- | ------------------ | ---------------- | --------------- | ------------ | ------------------ | ------------ | --------------- |
| 01   | Veikko Kankkonen   | Finnland         | 870,0           | 213,8 / 01.  | 210,1 / 03.        | 209,9 / 02.  | 235,7 / 01.     |
| 02   | Dieter Neuendorf   | DDR              | 866,5           | 212,9 / 02.  | 206,2 / 06.        | 226,1 / 01.  | 221,3 / 03.     |
| 03   | Bjørn Wirkola      | Norwegen         | 843,0           | 203,0 / 04.  | 212,6 / 02.        | 213,8 / 05.  | 227,2 / 02.     |
| 04   | Paavo Lukkariniemi | Finnland         | 828,7           | 205,1 / 03.  | 215,3 / 01.        | 208,3 / 05.  | 200,0 / 020.    |
| 05   | Henrik Ohlmeyer    | BR Deutschland   | 806,8           | 191,1 / 16.  | 205,1 / 07.        | 196,9 / 17.  | 213,7 / 09.     |
| 06   | Dalibor Motejlek   | Tschechoslowakei | 795,6           | 200,0 / 07.  | 192,2 / 16.        | 198,1 / 15.  | 205,3 / 14.     |
| 07   | Hans Olav Sørensen | Norwegen         | 789,6           | 191,6 / 14.  | 190,3 / 18.        | 192,8 / 24.  | 214,9 / 07.     |
| 08   | Jiří Raška         | Tschechoslowakei | 787,1           | 194,5 / 10.  | 190,1 / 18.        | 184,7 / 34.  | 217,8 / 05.     |
| 09   | Josef Matouš       | Tschechoslowakei | 786,4           | 198,4 / 08.  | 204,4 / 08.        | 208,6 / 04.  | 175,0 / 40.     |
| 10   | Piotr Wala         | Polen            | 782,2           | 197,7 / 09.  | 183,3 / 24.        | 194,6 / 20.  | 206,6 / 13.     |